# Gabriel Pierné
Henri Constant Gabriel Pierné, (Metz, 16 d'agost de 1863 - Ploujean (Finisterre), 17 de juliol 1937), fou un organista, compositor i director d'orquestra francès.

## Biografia
Sa mare era professora de piano i son pare professor de cant. La desfeta francesa de 1870 va conduir la família a París.
Pierné va entrar al Conservatori de París, on va estudiar amb Albert Lavignac, Anton-François Marmontel, Émile Durand, César Franck i Jules Massenet. El 1882, va obtenir, alhora que el primer premi d'orgue, el Segon Grand Prix de Rome amb la cantata Edith. Al Conservatori va conèixer Claude Debussy, amb qui l'uniria sempre un fort lligam. A la mort de César Franck el 1890, va reemplaçar el seu mestre a la tribuna de l'orgue de l'Església de Santa Clotilde durant vuit anys, abans que Charles Tournemire en prenguera el relleu el 1898.
La vertadera carrera musical de Pierné es va efectuar a la direcció d'orquestra. El 1903 va esdevenir adjunt d'Édouard Colonne a front dels Concerts Colonne, fins a obtenir-ne més endavant (1910 a 1934) la direcció principal. Va obtenir una gran celebritat com a director d'orquestra i en va traure profit per a imposar la interpretació de música contemporània (Claude Debussy, Maurice Ravel, Albert Roussel, Ígor Stravinski). Va atraure les crítiques del seu amic Camille Saint-Saëns en dirigir la Segona suite de Darius Milhaud. També va estrenar la simfonia de Louis Vierne el 1919. El 1924 va ser nomenat membre de l'Académie des Beaux-Arts ocupant la vacant de Théodore Dubois. Aquest mateix any va rebre la Legió d'Honor.

## Obra
Va abordar tots els gèneres amb èxit: amb dotze anys va compondre la Sérénade, opus 7. Els seus treballs a Roma, primer una Suite per a orquestra, opus 11, després Les Elfes, llegenda dramàtica en tres moviments i una Obertura simfònica, opus 10 (1885) són molt apreciats.
Però cal buscar el millor Pierné en la música de cambra, per exemple la bella Sonata per a violí i piano composta el 1900 a Bretanya. Per a piano va compondre un encisador recull de Quinze peces publicat des del 1883, un quadern de sis peces Pour une petite amie, opus 14 (1887), Trois pièces formant une suite de concerts, opus 40 (1903), i un Concert en do menor per a piano i orquestra, opus 25 (1890).
Va compondre una Peça en sol menor per a piano i corn anglès (1883); una Canzonetta per a clarinet i piano, opus 19 (1888); un Solo de concert per a fagot i piano (1898); una Fantasia impromptu; una Berceuse; una Sonata, opus 36. La seua Sonata da Camera per a flauta, violoncel i piano mostra, probablement el millor del seu estil, l'originalitat de les seues construccions rítmiques i l'ús dels timbres.
També va deixar nombroses melodies, com ara Le Petit Rentier, reflectint els diferents estats d'ànim segons els temes, per exemple l'humor a Les petits lapins (Jean Aicard, 1891), Les Trois petits oiseaux (Jean Richepin), Les Trois poèmes de Klingsor. Cal destacar finalment la magnífica Sonata per a violoncel i piano de 1919. S'hi troba una música superba que no fa cap concessió a la facilitat. El caràcter franckista d'aquesta noble sonata és tan evident que sembla escrita pel mateix mestre belga.
Va compondre, a més, belles pàgines per a orquesta amb solista o sense: Les Paysages franciscains; La Fantaisie basque per a violí i orquestra, dedicada a Jacques Thibaud; la música incidental per a Ramuntcho de Pierre Loti (Théâtre de l'Odéon, 29 de febrer de 1908); el Divertissement sur un thème pastoral que va dedicar el 1934 a «els seus amics i col·laboradors, els artistes dels Concerts Colonne»
Els seus oratoris i el teatre constitueixen una part important de la seua producció. El 8 de desembre de 1895 es va estrenar als Concerts de l'Òpera un episodi líric sobre llibret d'Eugène Morand titulat La nuit de Noël 1870. El 1897, L'an Mil, poema simfònic amb cor; La Croisade des Enfants sobre llibret de Marcel Schwob (1902) va obtenir el premi Ciutat de París el 1903 i les Enfants de Bethléem, poema de Gabriel Nigond, oratori va ser estrenat a Amsterdam el 13 d'abril de 1907; Saint-François d'Assise (oratori) va ser estrenat al Teatre Châtelet el 24 de març 1912.
Per al teatre va compondre Le Chemin de l'Amour (un acte), Don Luis (òpera en tres actes), Vendée.
També va compondre nombroses opéras-comiques : La Fille de Tabarin (comèdia lírica en tres actes, 1901), On ne badine pas avec l'amour (comèdia lírica en tres actes, 1910), Fragonard (comèdia musical en tres actes i quatre quadres, llibret d'André Rivoire i Romain Coolus representada al Théâtre de la Porte Saint-Martin l'octubre de 1934 sota la direcció de Maurice Lehmann).
Entre les obres concertants cal destacar el cèlebre i esplèndid Konzertstück per a arpa i orquestra (1903). Les seues peces per a orgue (Coral, Fuga, Tes peces) i per a piano (Variavions) són de gran qualitat.
Les partitures coreogràfiques són també importants : Le Collier de saphirs (1891); Bouton d'Or (1895); Cydalise et le Chèvre-Pied, Impressions de music-hall, Images...
Pierné va patir, tot al llarg de la seua vida, l'eclipsi que la seua brillant carrera com a director d'orquestra va projectar sobre la seua faceta de compositor. René Dumesnil ha escrit : «Tots aquells que es fixaran el les partitures de Gabriel Pierné tindran assegurats un gran profit i un gran plaer.»